# Max Volkers
Max Ludwig Heinrich Rudolf Volkers (* 2. Februar 1874 in Düsseldorf; † 21. November 1946 in Fischenich, Landkreis Köln) war ein deutscher Genre-, Tier- und Landschaftsmaler der Düsseldorfer Schule.

## Leben
Max Volkers studierte wie seine älteren Brüder Fritz und Karl Malerei bei seinem Vater, dem Düsseldorfer Pferdemaler Emil Volkers, und an der Kunstakademie Düsseldorf, die er von 1893 bis 1894 besuchte. Dort waren Adolf Schill, Hugo Crola, Heinrich Lauenstein und Peter Janssen der Ältere seine Lehrer. Am 11. Mai 1905 heiratete er in Düsseldorf Agnes Maria von Groote (1875–1948), eine Schwester des Landschaftsmalers Otto von Groote. In den Jahren 1911 bis 1914 wurden dem Paar drei Töchter geboren.